# ロドリゴ・ガルシア
ロドリゴ・ガルシア・バルチャ（Rodrigo García Barcha, 1959年8月24日 - ）は、コロンビア出身の映画監督、脚本家。現在はアメリカ合衆国に拠点を置く。メキシコ第59代大統領のクラウディア・シェインバウムは義姉に当たる。

## 略歴
コロンビアの首都ボゴタで生まれ、メキシコシティで育つ。父親はノーベル文学賞作家のガブリエル・ガルシア＝マルケス。フリオ・コルタサル、パブロ・ネルーダ、カルロス・フエンテスら一流の文筆家の存在下で育った。
ハーバード大学とアメリカン・フィルム・インスティチュートで学ぶ。卒業後、撮影監督としてキャリアをスタートさせ、『フォー・ルームス』や『ジーア/悲劇のスーパーモデル』を手掛ける。
2000年に『彼女を見ればわかること』で映画監督デビュー。カンヌ国際映画祭ある視点部門でグランプリを受賞し、注目を集める。また、『シックス・フィート・アンダー』などのテレビシリーズの監督を務めている。
2011年のアイルランド映画『アルバート氏の人生』ではグレン・クローズとジャネット・マクティアがアカデミー主演女優賞・助演女優賞にノミネートされた。2015年にはユアン・マクレガー主演の『Last Days in the Desert』が公開された。

## フィルモグラフィ

### 映画
- 背徳の賛美歌 The Minister's Wife (1992) 撮影監督
- フォー・ルームス Four Rooms (1995) 撮影監督
- 彼女を見ればわかること Things You Can Tell Just by Looking at Her (2001) 監督・脚本
- 彼女の恋からわかること Ten Tiny Love Stories (2002) 監督・脚本
- 美しい人 Nine Lives (2005) 監督・脚本
- パッセンジャーズ Passengers (2008) 監督
- 愛する人 Mother and Child (2010) 監督・脚本
- アルバート氏の人生 Albert Nobbs (2011) 監督
- ユアン・マクレガー/荒野の誘惑 Last Days in the Desert (2015) 監督・脚本

### テレビ
- 誘導尋問 Indictment: The McMartin Trial (1995) テレビ映画、撮影監督
- ジーア/悲劇のスーパーモデル Gia (1998) テレビ映画、撮影監督
- シックス・フィート・アンダー Six Feet Under (2001 - 2005) テレビシリーズ、監督
- ザ・ソプラノズ 哀愁のマフィア The Sopranos (2004) テレビシリーズ、監督